# Montgallet (Métro Paris)

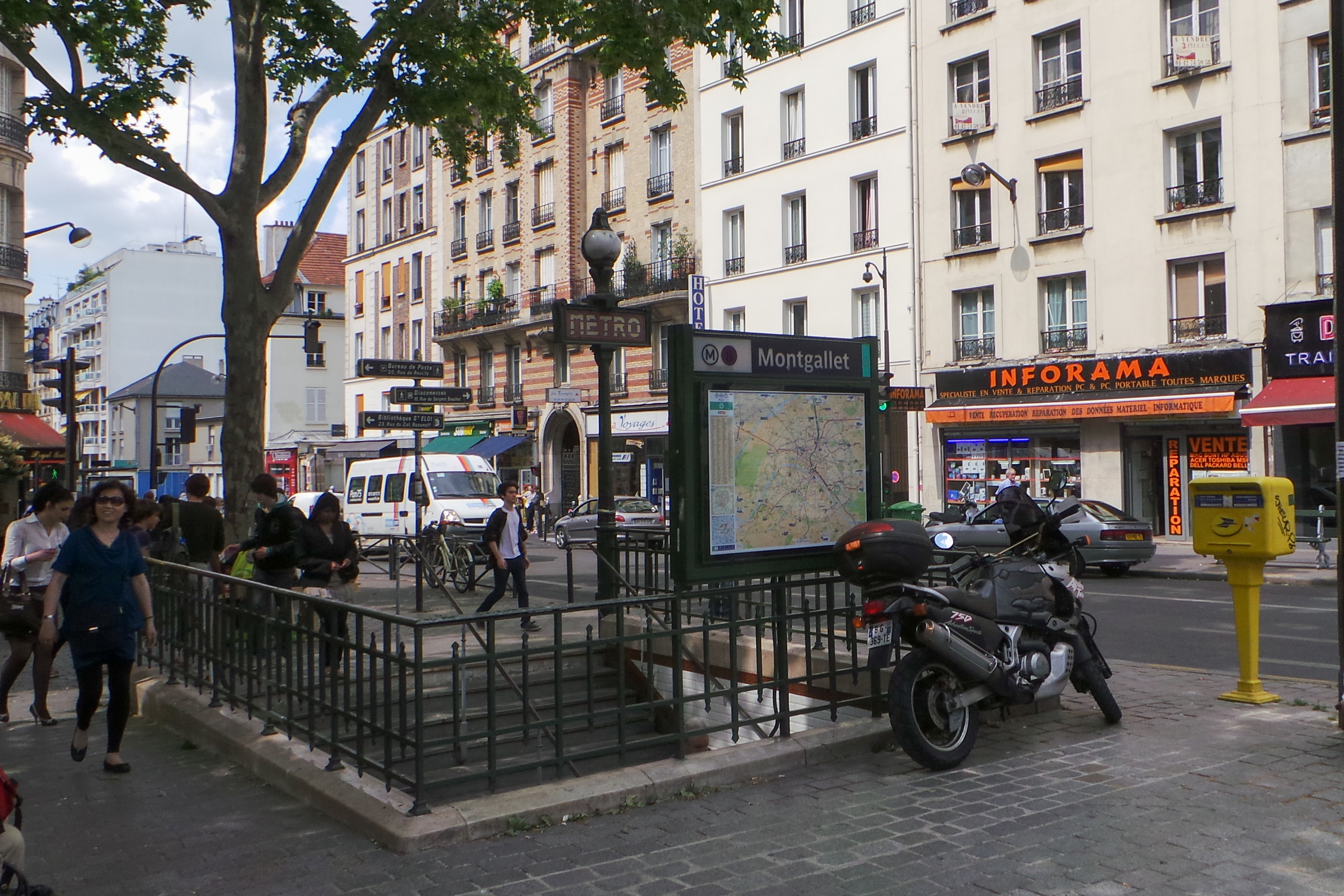
Zugang mit Art-déco-Kandelaber

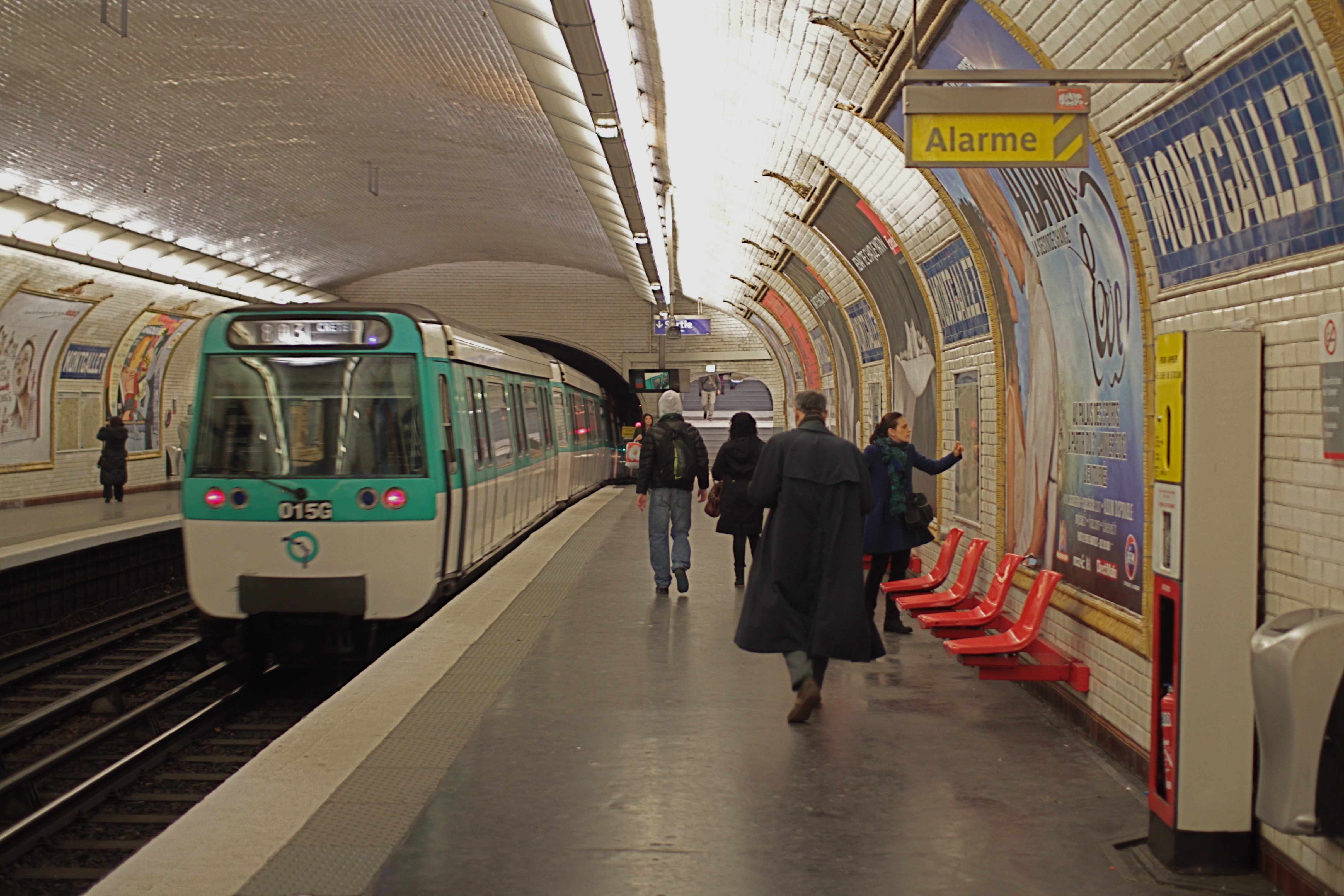
Zug der Baureihe MF 77

Der U-Bahnhof Montgallet ist eine unterirdische Station der Linie 8 der Pariser Métro.

## Lage
Die Station befindet sich im Quartier de Picpus des 12. Arrondissements von Paris. Sie liegt längs unter der Rue de Reuilly in Höhe der von dort abgehenden Rue Montgallet.

## Name
Namengebend ist die Rue Montgallet. Deren ursprünglicher Name Rue Mangallé ist bereits 1709 nachweisbar und bezog sich vermutlich auf einen Grundbesitzer ähnlichen oder gleichen Nachnamens.

## Geschichte und Beschreibung
Die Station wurde am 5. Mai 1931 in Betrieb genommen, als zu Beginn der Kolonialausstellung im Bois de Vincennes der Abschnitt von Richelieu – Drouot bis Porte de Charenton der Linie 8 eröffnet wurde. Sie weist unter einem elliptischen, weiß gefliesten Deckengewölbe Seitenbahnsteige an zwei parallelen Streckengleisen auf und wurde mit einer Länge von 105 m errichtet, um Sieben-Wagen-Züge aufnehmen zu können.
Der einzige Zugang ist durch einen von Adolphe Dervaux im Stil des Art déco entworfenen Kandelaber, der den Schriftzug METRO trägt, markiert.

## Fahrzeuge
Während der Kolonialausstellung im Jahr 1931 verkehrten an der Station Sieben-Wagen-Züge der Bauart Sprague-Thomson, später wurden die Zuglängen auf fünf Wagen verkürzt. Von 1975 an kamen MF-67-Züge auf die Linie 8, die ab 1980 durch die Baureihe MF 77 ersetzt wurden.